# Teemu Selänne
Teemu Ilmari Selänne (Helsinki, 3. srpnja 1970.) finski je profesionalni hokejaš na ledu. The Finnish Flash, kako popularno zovu Selännea, igra na poziciji desnog krila i nastupa u National Hockey League (NHL) momčadi Anaheim Ducks. Selänne u NHL-u igra od 1992. godine, a prvi klub mu je bio Winnipeg. U Jetsima se zadržao četiri sezone, a potom je šest sezona nosio dres Anaheima. Od 2000. do 2003. je igrao za San Jose, jednu sezonu u Coloradu, a potom se vratio u Anaheim. Selanne je 10 puta zaigrao na All Star utakmici. Dosad je u bogatoj NHL karijeri postigao 600 golova.

## National Hockey League

### Winnipeg Jets (1992. – 1994., 1995. – 1996.)
Selännea su Winnipeg Jetsi (kasnije su postali Phoenix Coyotes) birali kao ukupno 10. izbor drafta 1988. godine. U National Hockey League (NHL) stigao 1992. nakon četiri godine provedene u finskom Jokeritu (SM-liiga). Selänne je već u svojoj rookie sezoni postao velika zvijezda, u svojoj prvoj sezoni (1992./93.) Finac je zabio nevjerojatnih 76 golova, dodavši k tome 56 asista. Tijekom štrajka igrača (eng. lock-out), početak sezone 1994./95. proveo je u svom bivšem klubu, finskom Jokeritu, te se nakon osvajanja Europskog kupa 1996. vratio u Sj. Ameriku. Zbog velikih financijskih problema klub se 1996. godine je preselio u Phoenix, ali prije toga obavljena je razmjena igrača kojom je Selänne u veljači iste godine mijenjan u Mighty Ducks of Anaheim.

### Mighty Ducks of Anaheim (1996. – 2001.)
Anaheim je s druge strane stvorio ponajbolji par lige Selänne-Paul Kariya. 1999. postavio je klupski rekord u kojem je 17. utakmica zaredom osvajao bodove, kojeg je nakon 10 godina srušio Corey Perry. Tijekom 2000./01. Kariya i Selänne po običaju su predvodili svoju momčad. U utakmici protiv Flyersa, 22. listopada 2000. Philadelphia je svojem nizu utakmica bez pobjeda dodala jos jedan poraz. Golom Sellanea 2:35 prije kraja s igračem više, Anaheim je nastavio svoj niz pobjeda. Nakon All-Stara, stigla je teška serija Anaheima. 21. veljače 2001. nakon jedanaest utakmica bez pobjede kod kuće, navijači Mighty Ducksa su konačno imali razlog za slavlje. No da bi Mighty Ducks pobijedili bila je potrebna velika noć Kariye koji je je zabio tri gola i dodao asist, dok je Sellane zabio dva gola i tri puta asistirao protiv Calgaryja. U ožujku iste godine, 7. ožujka 2001. Anaheim je raspario ponajbolji par lige Selänne-Kariya, tako što su mijenjali Selännea u San Jose Sharkse, dok su u zamjenu za njega u Anaheim otputovali mladi centar Jeff Friesen i vratar Steve Shields, te izbor u drugom krugu drafta, navodeći kao razlog dobitak potencijalno sjajnog igrača, i što je njima najvažnije - kvalitetnog vratara. Od sezone kada je dosao u ligu pa do tradea Sellane je zabio najviše golova od svih igrača, uključujući velikane poput Gretzkog, Jágra ili Sakica.

### San Jose Sharks (2001. – 2003.)
Sharksi su dan nakon potpisivanja Selännea saznali da će njihovo novo desno krilo morati na malu operaciju koljena, zbog čega je propustio dva tjedna igranja . Do kraja regularne sezone odigrao je 12 utakmica, te još njih šest u doigravanju, a ukupno je osvojio 15 bodova (7 golova, 8 asistencija). San Jose Sharksi su u novu sezonu krenuli s odličnom formom, te do kraja godine bili jedna od najboljih ekipa u NHL-u. Selänne je tijekom sezone u mnogim utakmica, golovima ili asistencijama donosio bodove Sharksima. Na tradicionalnoj 52. All-Star utakmici u Los Angelesu 2002. izabran je startnu momčad Svijeta, te se dva puta upisao u strijelce. Nakon All-Stara nastavio je s dobrom formom, upisavši gol i asistenciju u uvjerljivoj pobjedi protiv Caroline. 8. ožujka 2002. Selänne je u utakmici protiv Ottawe za Sharkse zabio jedan pogodak i došao do brojke od 400 golova u NHL karijeri. Unatoč laganom prolasku Sharksa (4:1) protiv Phoenixa u prvom krugu play-offa, San Jose ispao je sljedećem krugu od Colorada. Sljedeće sezone Selänne je ponovo prevodio svoju momčad, dapače, odigrao je svoju najbolju sezonu od odlaska iz Mighty Ducksa osvojivši 64 boda (28 golova, 36 asistencija), ali Sharksi su unatoč promjeni trenera kroz sezonu igrali loše i završili među najgorim momčadima Zapadne konferencije.

### Colorado Avalanche (2003. – 2004.)
Paul Kariya i Selänne, fantastičan dvojac u Anaheimu, ponovno su zaigrali zajedno, i to u Coloradu. Naime, obojici su ugovori istekli 2003., i odlučili su zaigrati zajedno, pa i po cijenu puno manje plaće. Kariya je odlučio napustiti Anaheim, iako ga je odveo do finala Stanleyjeva kupa, kao razlog navodeći što nisu iskorištavali njegov potencijal. Selänne je prihvatio ugovor od 5,8 milijuna $, dok je Kariya dobio 1.2 milijuna $, kako bi mogao igrati sa starim prijateljem i u momčadi sposobnoj osvojiti Stanleyjev kup, pristavši na puno manje plaće od tržišne vrijednosti. Potez je Kariya objasnio rekavši: "Kada smo postali slobodni igrači, napravili smo hokejašku odluku. Obojica smo rekli, 'zaboravi na novce, gdje je mjesto u kojem želimo igrati?', i Colorado je bio očigledan izbor." Tandem iz Anaheima proradio je već u uvodu u sezonu, protiv St. Louisa u 7. minuti utakmice Selänneovom asistencijom Kariyi za pogodak. U studenome 2003. Selänne dočekan je sa zvižducima u San Joseu gdje je nekoć igrao, ključnim golom donio je pobjedu Coloradu protiv Sharksa., dok je još jednom bio strijelac protiv svoje bivše momčadi Anaheima. Avsi nisu ispunili očekivanja javnosti, ali niti tandem Selänne-Kariya, jer se ovaj drugi u prosincu ozljedio i propustio 31 utakmicu. Istekom ugovora na kraju sezone, kao i Kariya napustio je momčad Colorada. Kao većina igrača zbog štrajka igrača u sezoni 2004./05. Selänne je karijeru nastavio u Europi, točnije u kojem je započeo karijeru, finskom Jokeritu. Međutim, zbog oporavaka od ozljede koljena za njih nije odigrao niti jednu utakmicu. 

### Anaheim Ducks (2005.- danas)
Nakon godine dana pauze NHL se vratio u svom redovnom rasporedu, te se užurbala se aktivnost u uredima NHL klubova. Svi su se borili za potpise najjačih free-agenta, ali s druge strane morali su biti oprezni s novim salary capom. Selänne je za povratak na led NHL-a potpisao za svoju bivšu momčad Mighty Ducks of Anaheim, gdje je proveo najbolji i najduži dio svoje karijere. Iako se cijele sezone mučio s oporavkom bolnog koljena, predvodio je Duckse kao prvi strijelac i asistent (10 golova, 50 asistencija) osvojivši 90 bodova. Sljedeće sezone počeo je novo razdoblje u povijesti kluba. Nakon što je 2005. Walt Disney prodao momčad sadašnjem vlasniku Henryju Samueliju, on je prije početka nove sezone (2006./07.) preimenovao momčad u Anaheim Ducks. 

#### Stanleyjev kup (2006./07.)
Nova sezona nosila je i nove izazove za Sellanea, koji je dolaskom Prongera i nekih mladih igrača dobio momčad sposobnu za osvajanje Stanleyjeva kupa. Od sredine listopada do početka studenog 2006. Selänne je bio u maloj napadačkoj krizi, nakon što deset utakmica nije postigao gola. Sredinom studenoga Selänne je pružio briljantnu partiju u pobjedi njegovih Ducksa protiv Coyotesa 6:4, asistiravši suigračima čak pet puta., dok je u porazu od Colorada u shootoutu postigao svoj 500. pogodak u NHL-u. Selänne je drugi Finac u NHL-u koji je dosegao brojku od 500 pogodaka, to je napravio jedino još legendarni igrač Oilersa Jari Kurri. Svoju dobru formu i nakon 500. pogotka nastavio je Selänne u dresu Anaheima. U susretu protiv Calgaryja postigao je dva gola i tako donio pobjedu Ducksima 5:3. Dan prije Stare godine, upisao se kao dvostruki strijelac u porazu od Caroline, dok je u siječnju izglasan kao zamjena na All-Staru u momčadi Zapada. Anaheim Ducksi su u play-offu igrali sjajno i došli su do svojeg prvog trofeja najbolje momčadi NHL-a u povijesti, nakon što su u petoj utakmici sa 6:2 pobijedili Ottawa Senatorse, ukupno 4:1 u finalnoj seriji. Selänne je tako nakon više od 1000 odigranih utakmica i sjajne sezone u kojoj je upisao 48 golova i 46 asistencija, bio najzaslužniji što je Anaheim osvojio prvi naslov prvaka NHL-a.
Sljedeće sezone (2007./08.) Sellane je propustio prva četiri mjeseca jer je razmišljao o kraju karijere. Međutim, u veljači je potpisao s Anaheimom do kraja sezone. Već je u prvom nastupu iao je jednu asistenciju, dok je u drugom postigao svoj prvi gol u sezoni. Otkada se Selänne bio vratio u momčad, Anaheim gotovo da nije znao za poraz. Najbolju utakmicu sezone odigrao je protiv Chicaga kojima je postigao tri pogotka i još dva puta asistirao te tako sudjelovao kod čak pet od šest golova svoje ekipe. Ukupno je od povratka na ledu sudjelovao u 26 utakmica, zabio 12 golova i ostvario 11 asistencija. U rujnu 2008. na obostrano zadovoljstvo Selänne je potpisao novi, dvogodišnji ugovor s NHL momčadi Anaheim Ducksima, za nešto više od 5 milijuna dolara. Prvi hat-trick u novoj sezoni (2008./09.) postigao je krajem listopada 2008. protiv rivala Detroit Red Wingsa, u sjajnoj utakmici koju je dobio Anaheim s 5:4 u produžetku., dok je karjem studenog iste godine zabio dva pogotka s igračem više u pobjedi Anaheima nad Coloradom od 4:1. Početkom prosinca stigao je već do trinaestog pogotka u sezoni, dok je do kraja sezone stigao do brojke 27. Ukupno je osvojio 54 boda (27 golova i asistencija), ali razlog slabije statističke sezone je ozljeda zbog koje je propustio 17 utakmica tijekom siječnja. Anaheim je za novu sezonu (2009./10.) doveo jednog od najboljih finskih hokejaša u povijesti i dugogodišnjeg kapetana Montreal Canadiensa, Saku Koivua, s kojim je dogovorio jednogodišnju suradnju. Očekivalo se od dolazak novih pojačanja da će Anaheim biti jedan od pritajenih favorita za naslov Stanely Cupa, ali vrlo loš ulazak u sezonu Duckse je prikovao za donjio dio tablice divizije Pacifik.
Usprkos lošoj sezoni kluba 22. ožujka 2010. protiv Colorado Avalanchea Selänne je postao tek 18. hokejaš u povijesti NHL-a koji je stigao do brojke od najmanje 600 golova u karijeri.

## Finska reprezentacija
Selänne je za Finsku na ZOI prvi puta nastupio u Albertvilleu 1992., a u Vancouveru 2010. peti i posljednji puta. Selanne je bio najbolji strijelac u Naganu 1998. godine, a isti uspjeh ponovio je na olimpijadi u Torinu 2006. godine. Nakon što je u Vanocuveru 2010. na susretu protiv Njemačke upisao je jednu asistenciju, tom asistencijom, tim bodom, Selanne je postao najbolji strijelac u povijesti Olimpijskih igara. S 20 pogodaka i 17 dodavanja za ukupno 37 bodova na olimpijskim turnirima. Time je prestigao dosadašnje vodeće, Kanađanina Harryja Watsona, Čehoslovaka Vlastimila Bubnika i bivšeg igrača SSSR-a Valerija Kharlamova. Ujedno je u Vancouveru s Finskom u susretu sa Slovačkom za 3. mjesto uzeo bronačnu medalju i time osvojio svoje treće odličje na olimpijskim turnirima.

## Nagrade

### NHL
| Nagrada                                        | Godina       |
| ---------------------------------------------- | ------------ |
| Stanleyjev kup pobjednik                       | 2006./07.    |
| Bill Masterton Memorial Trophy                 | 2005./06.    |
| Calder Memorial Trophy                         | 1992./93.    |
| Maurice "Rocket" Richard Trophy                | 1998./99.    |
| MVP (Najkorisniji igrač) NHL All-Star utakmice | 1998.        |
| Prva All-Star momčad                           | 1993., 1997. |
| Druga All-Star momčad                          | 1998., 1999. |

### Reprezentacija
| Nagrada                       | Godina |
| ----------------------------- | ------ |
| ZOI, All-Star momčad turnira  | 2006.  |
| ZOI, najbolji napadač turnira | 2006.  |

## Statistika karijere

### Klupska statistika
| 1986./97.            | Jokerit Jr.             | Fin-Jr.              | 33   | 10  | 12  | 22   | 8   | —   | —  | —  | —  | —  |
| 1987./88.            | Jokerit Jr.             | Fin-Jr.              | 33   | 43  | 23  | 66   | 18  | 5   | 4  | 3  | 7  | 2  |
| 1988./89.            | Jokerit Jr.             | Fin-Jr.              | 3    | 8   | 8   | 16   | 4   | —   | —  | —  | —  | —  |
| 1989./90.            | Jokerit                 | SM-l                 | 11   | 4   | 8   | 12   | 0   | —   | —  | —  | —  | —  |
| 1990./91.            | Jokerit                 | SM-l                 | 42   | 33  | 25  | 58   | 12  | —   | —  | —  | —  | —  |
| 1991./92.            | Jokerit                 | SM-l                 | 44   | 39  | 23  | 62   | 20  | 10  | 10 | 7  | 17 | 18 |
| 1992./93.            | Winnipeg Jets           | NHL                  | 84   | 76  | 56  | 132  | 45  | 6   | 4  | 2  | 6  | 2  |
| 1993./94.            | Winnipeg Jets           | NHL                  | 51   | 25  | 29  | 54   | 22  | —   | —  | —  | —  | —  |
| 1994./95.            | Jokerit                 | SM-l                 | 20   | 7   | 12  | 19   | 6   | —   | —  | —  | —  | —  |
| 1994./95.            | Winnipeg Jets           | NHL                  | 45   | 22  | 26  | 48   | 2   | —   | —  | —  | —  | —  |
| 1995./96.            | Mighty Ducks of Anaheim | NHL                  | 28   | 16  | 20  | 36   | 4   | —   | —  | —  | —  | —  |
| 1995./96.            | Winnipeg Jets           | NHL                  | 51   | 24  | 48  | 72   | 18  | —   | —  | —  | —  | —  |
| 1996./97.            | Mighty Ducks of Anaheim | NHL                  | 78   | 51  | 58  | 109  | 34  | 11  | 7  | 3  | 10 | 4  |
| 1997./98.            | Mighty Ducks of Anaheim | NHL                  | 73   | 52  | 34  | 86   | 30  | —   | —  | —  | —  | —  |
| 1998./99.            | Mighty Ducks of Anaheim | NHL                  | 75   | 47  | 60  | 107  | 30  | 4   | 2  | 2  | 4  | 2  |
| 1999./00.            | Mighty Ducks of Anaheim | NHL                  | 79   | 33  | 52  | 85   | 12  | —   | —  | —  | —  | —  |
| 2000./01.            | Mighty Ducks of Anaheim | NHL                  | 61   | 26  | 33  | 59   | 36  | —   | —  | —  | —  | —  |
| 2000./01.            | San Jose Sharks         | NHL                  | 12   | 7   | 6   | 13   | 0   | 6   | 0  | 2  | 2  | 0  |
| 2001./02.            | San Jose Sharks         | NHL                  | 82   | 29  | 25  | 54   | 40  | 12  | 5  | 3  | 8  | 2  |
| 2002./03.            | San Jose Sharks         | NHL                  | 82   | 28  | 36  | 64   | 30  | —   | —  | —  | —  | —  |
| 2003./04.            | Colorado Avalanche      | NHL                  | 78   | 16  | 16  | 32   | 32  | 10  | 0  | 3  | 3  | 2  |
| 2004./05.            | Jokerit                 | SM-l                 | —    | —   | —   | —    | —   | —   | —  | —  | —  |    |
| 2005./06.            | Mighty Ducks of Anaheim | NHL                  | 80   | 40  | 50  | 90   | 44  | 16  | 6  | 8  | 14 | 2  |
| 2006./07.            | Anaheim Ducks           | NHL                  | 82   | 48  | 46  | 94   | 82  | 21  | 5  | 10 | 15 | 10 |
| 2007./08.            | Anaheim Ducks           | NHL                  | 26   | 12  | 11  | 23   | 8   | 6   | 2  | 2  | 4  | 6  |
| 2008./09.            | Anaheim Ducks           | NHL                  | 65   | 27  | 27  | 54   | 36  | 13  | 4  | 2  | 6  | 4  |
| Sveukupno - SM-liiga | Sveukupno - SM-liiga    | Sveukupno - SM-liiga | 117  | 83  | 68  | 151  | 38  | 10  | 10 | 7  | 17 | 18 |
| Sveukupno - NHL      | Sveukupno - NHL         | Sveukupno - NHL      | 1132 | 579 | 633 | 1212 | 505 | 105 | 35 | 37 | 72 | 40 |

### Reprezentacija
| Godina              | Reprezentacija      | Natjecanje          |    | OU | G  | A  | Bod | KM |
| ------------------- | ------------------- | ------------------- | -- | -- | -- | -- | --- | -- |
| 1991.               | Finska              | SP                  | 10 | 6  | 5  | 11 | 2   |    |
| 1991.               | Finska              | KK                  | 6  | 1  | 1  | 2  | 2   |    |
| 1992.               | Finska              | ZOI                 | 8  | 7  | 4  | 11 | 6   |    |
| 1996.               | Finska              | SP                  | 6  | 5  | 3  | 8  | 0   |    |
| 1996.               | Finska              | SK                  | 4  | 3  | 2  | 5  | 0   |    |
| 1998.               | Finska              | ZOI                 | 5  | 4  | 6  | 10 | 8   |    |
| 1999.               | Finska              | SP                  | 10 | 3  | 8  | 11 | 2   |    |
| 2002.               | Finska              | ZOI                 | 4  | 3  | 0  | 3  | 2   |    |
| 2003.               | Finska              | SP                  | 7  | 8  | 3  | 11 | 2   |    |
| 2004.               | Finska              | SK                  | 6  | 1  | 3  | 4  | 4   |    |
| 2006.               | Finska              | ZOI                 | 8  | 6  | 5  | 11 | 4   |    |
| 2008.               | Finska              | SP                  | 9  | 3  | 4  | 7  | 12  |    |
| Sveukupno - Seniori | Sveukupno - Seniori | Sveukupno - Seniori | 83 | 50 | 44 | 94 | 44  |    |

## Vanjske poveznice
|  | Zajednički poslužitelj ima stranicu o temi Teemu Selänne |

- Profil na The Internet Hockey Database
- Profil na Eurohockey.net
- Profil na NHL.com